# Салменперя, Алекси
А́лекси Са́лменперя (фин. Aleksi Salmenperä; род. 1973, Хельсинки, Финляндия) — финский кинорежиссёр, сценарист, актёр.

## Биография
Родился в 1973 году в Хельсинки.
С 1992 года обучался архитектуре, однако, в 1996 году поступил в Университет искусства и дизайна на отделение кино и телевидения, которое окончил в 2003 году.
С 2001 года снимал короткометражные фильмы, «Ferry-Go-Round» — был замечен критиками. Работал на финском телевидении. Картина «Всё по-взрослому» (2004) выдвигалась от Финляндии на премию «Оскар». Также как и фильм «Мужская работа» (2007), премьера которого состоялась на Роттердамском МКФ, после чего была показана на многих фестивальных площадках, включая ММКФ 2008, у себя на родине получила ряд призов.
Фильм «Вакуум» (2018) получил премию «Юсси» в номинации «лучший фильм года».